# Sensor quàntic
Dins de la tecnologia quàntica, un sensor quàntic utilitza propietats de la mecànica quàntica, com ara l'enllaçament quàntic, la interferència quàntica i la compressió de l'estat quàntic, que han optimitzat la precisió i superen els límits actuals de la tecnologia del sensor. El camp de la detecció quàntica s'ocupa del disseny i l'enginyeria de fonts quàntiques (per exemple, enllaçadess) i mesures quàntiques que són capaços de superar el rendiment de qualsevol estratègia clàssica en una sèrie d'aplicacions tecnològiques. Això es pot fer amb sistemes fotònics o sistemes d'estat sòlid.

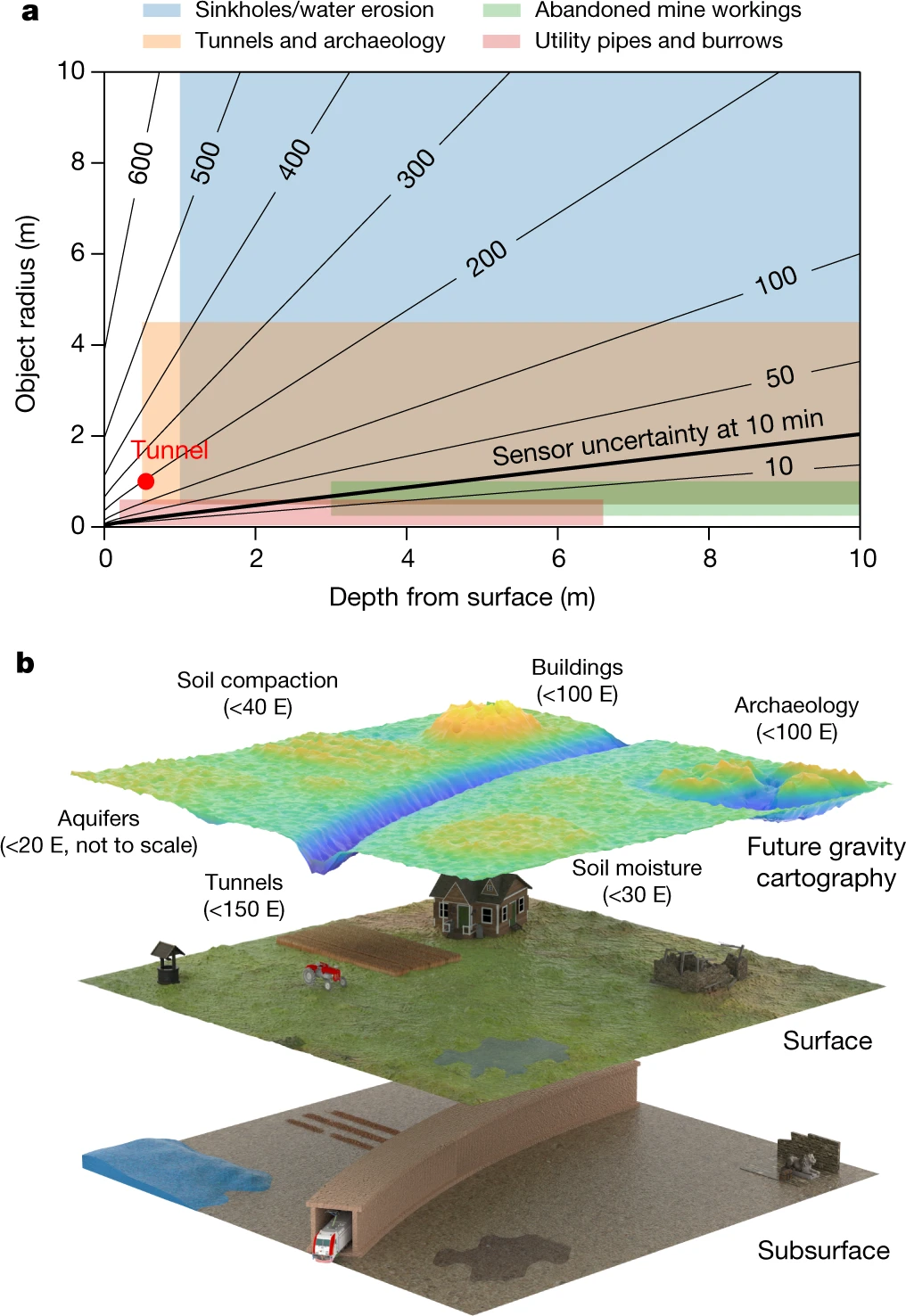
Aplicacions de la detecció quàntica en la cartografia gravitatòria

## Característiques
En fotònica i òptica quàntica, la detecció quàntica fotònica aprofita l'enllaçament, els fotons individuals i els estats comprimits per realitzar mesures extremadament precises. La detecció òptica fa ús de sistemes quàntics variables contínuament, com ara diferents graus de llibertat del camp electromagnètic, modes vibracionals dels sòlids i condensats de Bose-Einstein. Aquests sistemes quàntics es poden sondejar per caracteritzar una transformació desconeguda entre dos estats quàntics. Hi ha diversos mètodes en marxa per millorar la il·luminació quàntica dels objectius dels sensors fotònics, que s'han utilitzat per millorar la detecció de senyals febles mitjançant l'ús de la correlació quàntica.
Els sensors quàntics sovint es construeixen sobre sistemes de variable contínua, és a dir, sistemes quàntics caracteritzats per graus de llibertat continus com quadratures de posició i moment. El mecanisme de treball bàsic normalment es basa en estats òptics de la llum, sovint implicant propietats mecàniques quàntiques com ara l'estrenyiment o l'enredament de dos modes. Aquests estats són sensibles a les transformacions físiques que es detecten mitjançant mesures interferomètriques.
La detecció quàntica també es pot utilitzar en àrees no fotòniques com ara qubits d'espín, ions atrapats, qubits de flux i nanopartícules. Aquests sistemes es poden comparar per les característiques físiques a les quals responen, per exemple, els ions atrapats responen als camps elèctrics mentre que els sistemes de spin responen als camps magnètics. Els ions atrapats són útils en els seus nivells de moviment quantificats que estan fortament acoblats al camp elèctric. S'han proposat estudiar el soroll del camp elèctric sobre superfícies, i més recentment, sensors de rotació.
En la física de l'estat sòlid, un sensor quàntic és un dispositiu quàntic que respon a un estímul. En general, això es refereix a un sensor, que té nivells d'energia quantificats, utilitza la coherència quàntica o l'entrellat per millorar les mesures més enllà del que es pot fer amb sensors clàssics. Hi ha quatre criteris per als sensors quàntics d'estat sòlid:
1. El sistema ha de tenir nivells d'energia discrets i resolubles.
2. El sensor es pot inicialitzar en un estat conegut i el seu estat es pot llegir.
3. El sensor es pot manipular de manera coherent.
4. El sensor interacciona amb una magnitud física i té alguna resposta a aquesta quantitat.

## Recerca i aplicacions
Els sensors quàntics tenen aplicacions en una gran varietat de camps, com ara microscòpia, sistemes de posicionament, tecnologia de comunicació, sensors de camp elèctric i magnètic, així com àrees geofísiques d'investigació com la prospecció de minerals i la sismologia. Molts dispositius de mesura utilitzen propietats quàntiques per tal de sondar mesures com els rellotges atòmics, els dispositius d'interferència quàntica superconductora i l'espectroscòpia de ressonància magnètica nuclear. Amb els nous avenços tecnològics, els sistemes quàntics individuals es poden utilitzar com a dispositius de mesura, utilitzant l'entrellat, la superposició, la interferència i la compressió per millorar la sensibilitat i superar el rendiment de les estratègies clàssiques.
Un bon exemple d'un primer sensor quàntic és un fotodíode d'allau (APD). Els APD s'han utilitzat per detectar fotons entrellaçats. Amb refrigeració addicional i millores de sensors es poden utilitzar on tubs fotomultiplicadors (PMT) en camps com la imatge mèdica. Els APD, en forma de matrius apilades 2-D i fins i tot 3-D, es poden utilitzar com a reemplaçament directe dels sensors convencionals basats en díodes de silici.
La Defense Advanced Research Projects Agency (DARPA) va llançar un programa de recerca en sensors quàntics òptics que busca explotar idees de la metrologia quàntica i la imatge quàntica, com la litografia quàntica i l'estat NOON, per tal d'assolir aquests objectius amb sistemes de sensors òptics com el lidar. Els Estats Units consideren que la detecció quàntica és la més madura de les tecnologies quàntiques per a ús militar, substituint teòricament el GPS en zones sense cobertura o possiblement actuant amb capacitats ISR o detectant estructures o vehicles submarins o subterranis, així com material nuclear.

### Sensors quàntics fotònics, microscòpia i detectors d'ones gravitacionals
Per als sistemes fotònics, les àrees de recerca actuals consideren retroalimentació i protocols adaptatius. Aquesta és una àrea activa de recerca en discriminació i estimació de la pèrdua bosònica.
La injecció de llum comprimida als interferòmetres permet una major sensibilitat a senyals febles que no es podrien detectar clàssicament. Una aplicació pràctica de la detecció quàntica es realitza en la detecció d'ones gravitatòries. Els detectors d'ones gravitacionals, com ara LIGO, utilitzen llum comprimida per mesurar senyals per sota del límit quàntic estàndard. La llum comprimida també s'ha utilitzat per detectar senyals per sota del límit quàntic estàndard en sensors plasmònics i microscòpia de força atòmica.

### Usos de l'eliminació del soroll de projecció
La detecció quàntica també té la capacitat de superar els límits de resolució, on els problemes actuals de la desaparició de la distinció entre dues freqüències properes es poden superar fent desaparèixer el soroll de projecció. La disminució del soroll de projecció té aplicacions directes en protocols de comunicació i ressonància magnètica nanonuclear.

### Altres usos de l'entrellat
L'entrellat es pot utilitzar per millorar els rellotges atòmics existents o crear magnetòmetres més sensibles.

### Radars quàntics
El radar quàntic també és una àrea activa de recerca. Els radars clàssics actuals poden interrogar molts contenidors d'objectius, mentre que els radars quàntics es limiten a una sola polarització o rang. Un radar quàntic o un il·luminador quàntic de prova de concepte que utilitzava microones enredats quàntics va ser capaç de detectar objectes de baixa reflectivitat a temperatura ambient, això pot ser útil per a sistemes de radar millorats, escàners de seguretat i sistemes d'imatge mèdica.

### Neuroimatge
En neuroimatge, el primer escàner cerebral quàntic utilitza imatges magnètiques i podria convertir-se en un nou enfocament d'exploració del cervell sencer.
Cartografia gravitatòria dels subterranis
Gradiòmetres de gravetat quàntics que es podrien utilitzar  i investigar els subterranis també estan en desenvolupament.